# Jean Le Noir
Jean Le Noir (fl. XIV secolo) è stato un miniatore francese attivo tra il 1331 e il 1380, discepolo di Jean Pucelle.

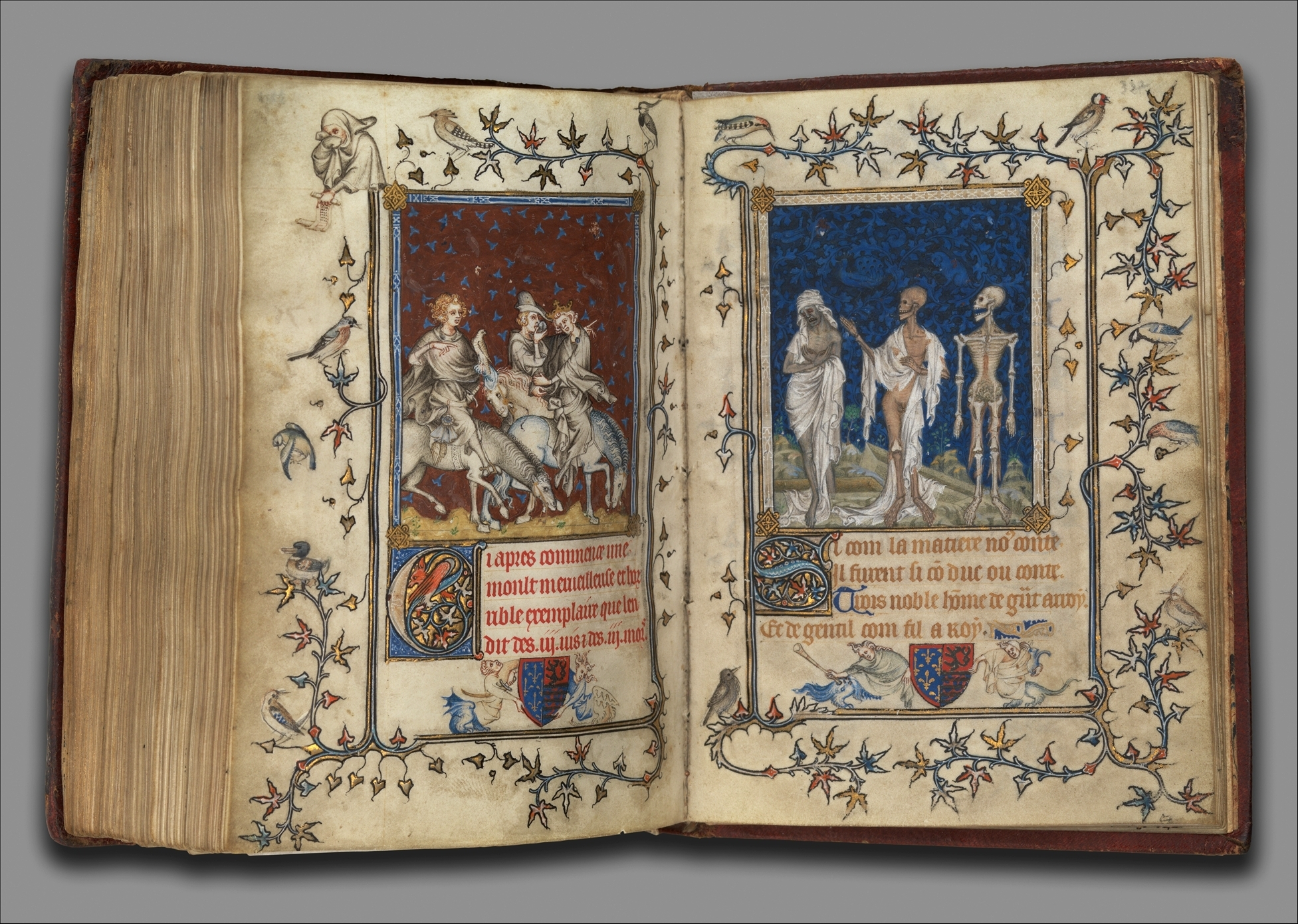
Jean Le Noir, Salterio di Bona di Lussemburgo (1348-1349 circa, New York, The Cloisters, Inv. 69. 86.), Detto dei tre morti e dei tre vivi, folio 322r.

Lavorò prima a Parigi, poi visse a Bourges intorno al 1375. Anche sua figlia Bourgot è stata una miniaturista di talento.

## Elementi biografici
Jean Le Noir viene menzionato per la prima volta il 30 giugno 1332, nei registri criminali della giustizia di Saint-Martin-des-Champs a Parigi, come «miniaturista a pennello» vale a dire un miniaturista vero e proprio e non un semplice apprendista o assistente. Probabilmente divenne quindi indipendente già durante la vita di Pucelle.
Con la figlia Bourgot, intorno al 1353 entrò al servizio di Iolanda di Fiandra (Iolanda di Dampierre), duchessa di Bar, probabilmente per creare il suo libro d'ore. Prima del 1358 passò al servizio del reggente e delfino Carlo, che gli diede una casa a Parigi per i servizi resi al re. Un altro documento, datato 1372, lo cita negli archivi del duca di Berry come beneficiario dei suoi doni. Nel 1375 visse a Bourges e fu menzionato come miniatore presso il duca e il re.

## Opere principali
- Ore di Savoia o Libro d'Ore della Contessa di Savoia, 1335-1340 circa, parzialmente distrutto, frammenti conservati presso l'Università Yale, Biblioteca Beinecke;
- Ore di Iolanda di Fiandra, Londra, British Library, Yates Thompson 27 – opera attribuibile anche alla figlia Bourgot;
- Libro d'Ore di Giovanna di Navarra, 1336-1340 circa, Parigi, Bibliothèque nationale de France (BnF), nuove acq. lat. 3145;
- Salterio di Bona di Lussemburgo, 1348-1349 circa, New York, The Cloisters, inv. 69. 86 [5] - opera attribuibile anche alla figlia Bourgot;
- Petites Heures di Jean de Berry, Parigi, BnF, ms. lat. 18014;
- Breviario di Carlo V, Parigi, BnF, ms. lat. 1052[6].